# Nannochoristidae
Los nanocorístidos (Nannochoristidae) son una primitiva familia de mecópteros que tiene muchas características inusuales. Es una familia muy pequeña y relicta de alrededor de ocho especies, con miembros del género Nannochorista que viven en Nueva Zelanda, el sudeste de Australia, Tasmania, y Chile, y, por lo tanto, con un probable origen en Gondwana. Los adultos parecen moscas escorpión con alas largas y puntiagudas. La mayoría de las larvas de mecópteros son eruciformes (con forma de oruga). Las larvas de Nannochoristidae, sin embargo, son elateriformes, o con forma de gusano alambre (larva de elatérido). También son los únicos mecópteros totalmente acuáticos. La presencia de venas en las alas sugiere una estrecha relación con los dípteros.
Son depredadores, primordialmente de las larvas de los dípteros acuáticos. Son localmente comunes; se cuenta la historia de un investigador en Nueva Zelanda que obtuvo sus muestras de Nannochoristidae de su patio trasero.
La investigación sugiere que los especímenes de Nannochoristidae son los únicos insectos holometábolos conocidos que tienen verdaderos ojos compuestos larvales. Todas las demás larvas con ojos tienen ojos simples (stemmata en inglés), que son estructuralmente diferentes de los ojos compuestos del adulto con omatidios. Esto es inusual ya que la mayoría de las características del adulto están presentes como discos imaginales en las larvas y no se forman hasta la fase de pupa. La presencia de ojos compuestos en larvas de Nannochoristidae sugiere que el proceso de desarrollo de las características de adulto puede iniciarse más tempranamente en el desarrollo, lo cual tiene asombrosas implicaciones para la idea del desarrollo evolucionista de los insectos.

## Especies
Esta lista está adaptada del World Checklist of extant Mecoptera species: Nannochoristidae y completada a fecha de 1997.
- Microchorista Byers, 1974

- Microchorista philpotti (Tillyard), 1917 (Nueva Zelanda)

- Nannochorista Tillyard, 1917

- Nannochorista andina Byers, 1989 (Argentina, Chile)
- Nannochorista dipteroides Tillyard, 1917 (Tasmania)

- Nannochorista dipteroides eboraca Tillyard, 1917 (Australia)

- Nannochorista edwardsi Kimmins, 1929 (Chile, Argentina)
- Nannochorista holostigma Tillyard, 1917 (Tasmania)
- Nannochorista maculipennis Tillyard, 1917 Tasmania)
- Nannochorista neotropica Navás, 1928 (Chile, Argentina)